# La Center (Washington)
La Center és una població dels Estats Units a l'estat de Washington. Segons el cens del July 1, 2008 tenia 2.545 habitants.

## Demografia
Segons el cens del 2000, La Center tenia 1.654 habitants, 552 habitatges, i 465 famílies. La densitat de població era de 725,7 habitants per km².
Dels 552 habitatges en un 50,4% hi vivien nens de menys de 18 anys, en un 70,1% hi vivien parelles casades, en un 9,8% dones solteres, i en un 15,6% no eren unitats familiars. En l'11,6% dels habitatges hi vivien persones soles el 2,5% de les quals corresponia a persones de 65 anys o més que vivien soles. El nombre mitjà de persones vivint en cada habitatge era de 3 i el nombre mitjà de persones que vivien en cada família era de 3,23.
Per edats la població es repartia de la següent manera: un 35,2% tenia menys de 18 anys, un 6,1% entre 18 i 24, un 35,5% entre 25 i 44, un 18,3% de 45 a 60 i un 4,9% 65 anys o més.
L'edat mediana era de 31 anys. Per cada 100 dones de 18 o més anys hi havia 99,3 homes.
La renda mediana per habitatge era de 55.333 $ i la renda mediana per família de 57.375 $. Els homes tenien una renda mediana de 45.893 $ mentre que les dones 28.750 $. La renda per capita de la població era de 21.224 $. Aproximadament el 3,6% de les famílies i el 4,7% de la població estaven per davall del llindar de pobresa.

## Poblacions més properes
El següent diagrama mostra les poblacions més properes.